# Vivian Forbes
Vivian Forbes (Londra, 8 agosto 1891 – 24 dicembre 1937) è stato un pittore inglese.

## Biografia
Nato a Londra, Vivian Forbes fu arruolato tra i Royal Fusiliers dopo lo scoppio della prima guerra mondiale e mentre si trovava ad Aldershot per l'addestramento conobbe il pittore Glyn Philpot nel 1915. I due intrapresero una relazione che sarebbe durata fino alla fine delle loro vite. Dopo la fine del conflitto, Forbes cominciò ad intrattenere affari in Egitto e, ritornato in patria, si dedicò alla pittura e alla poesia. Il suo stile, così come quello di Philpot e degli amici Charles Ricketts e Charles Haslewood Shannon, era fortemente influenzato dal movimento esteta del XIX secolo.
Si suicidò con dei sonniferi il giorno della vigilia di Natale del 1937, il giorno dopo il funerale di Philpot, stroncato da un infarto.
Le sue opere sono esposte in musei e gallerie inglesi di alto profilo, come la Tate Gallery e il British Museum.

## Galleria d'immagini

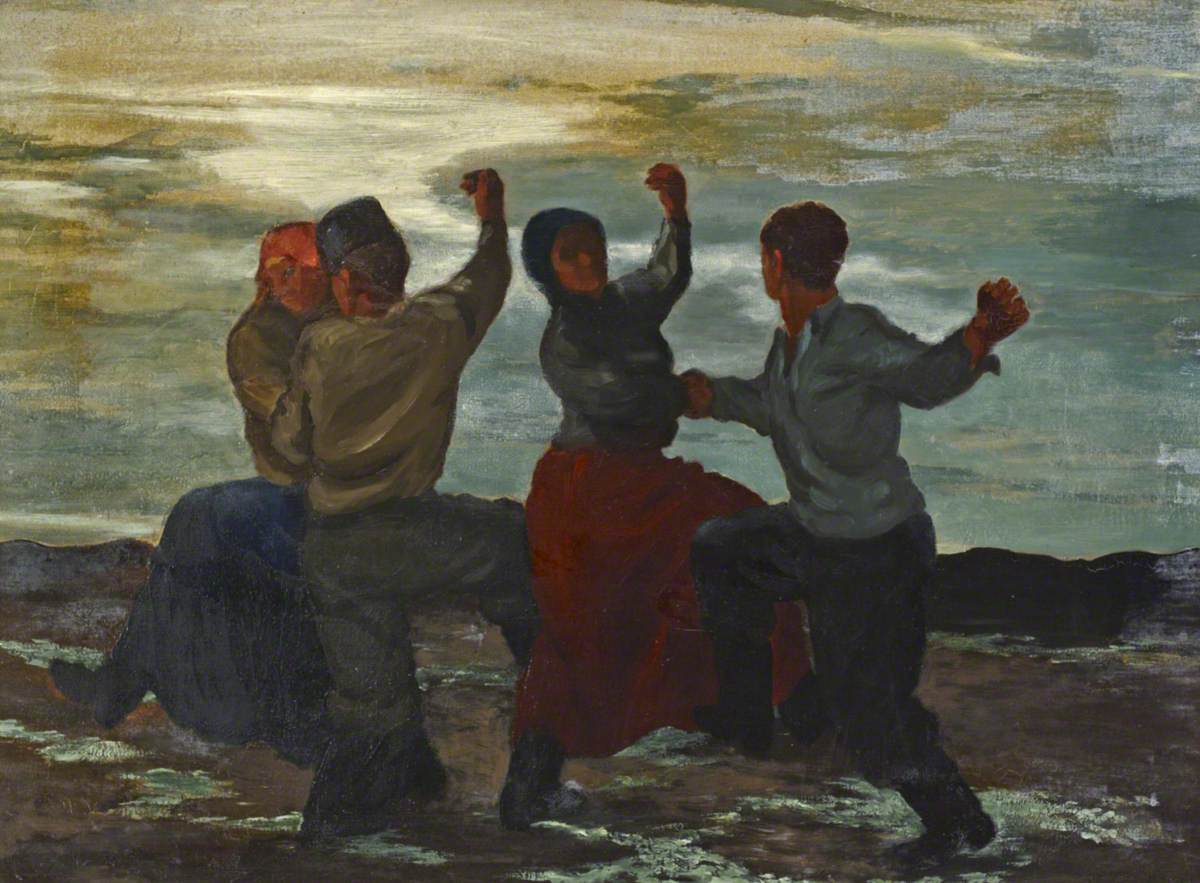
Popolani che ballano (1930)
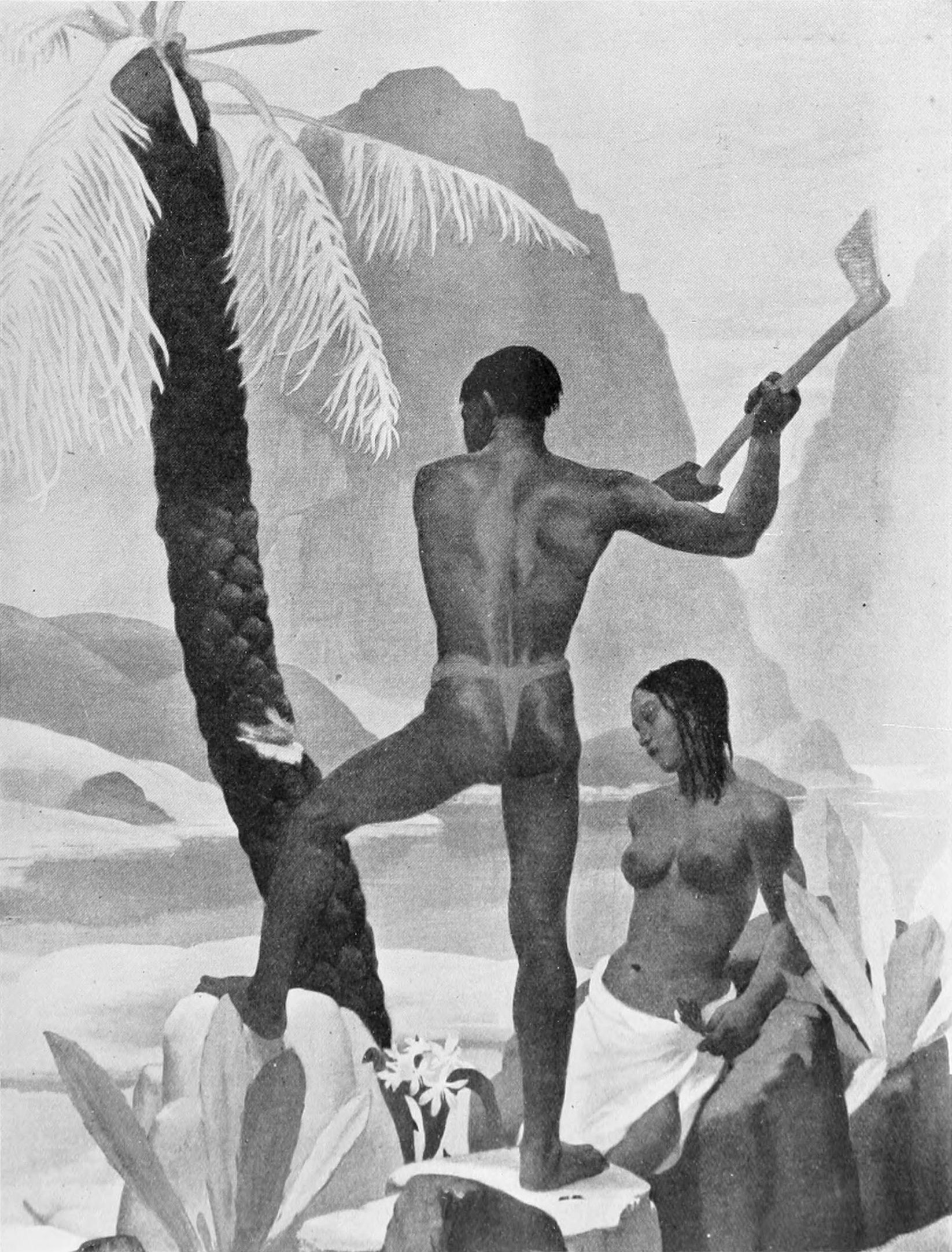
The Echoing Valley
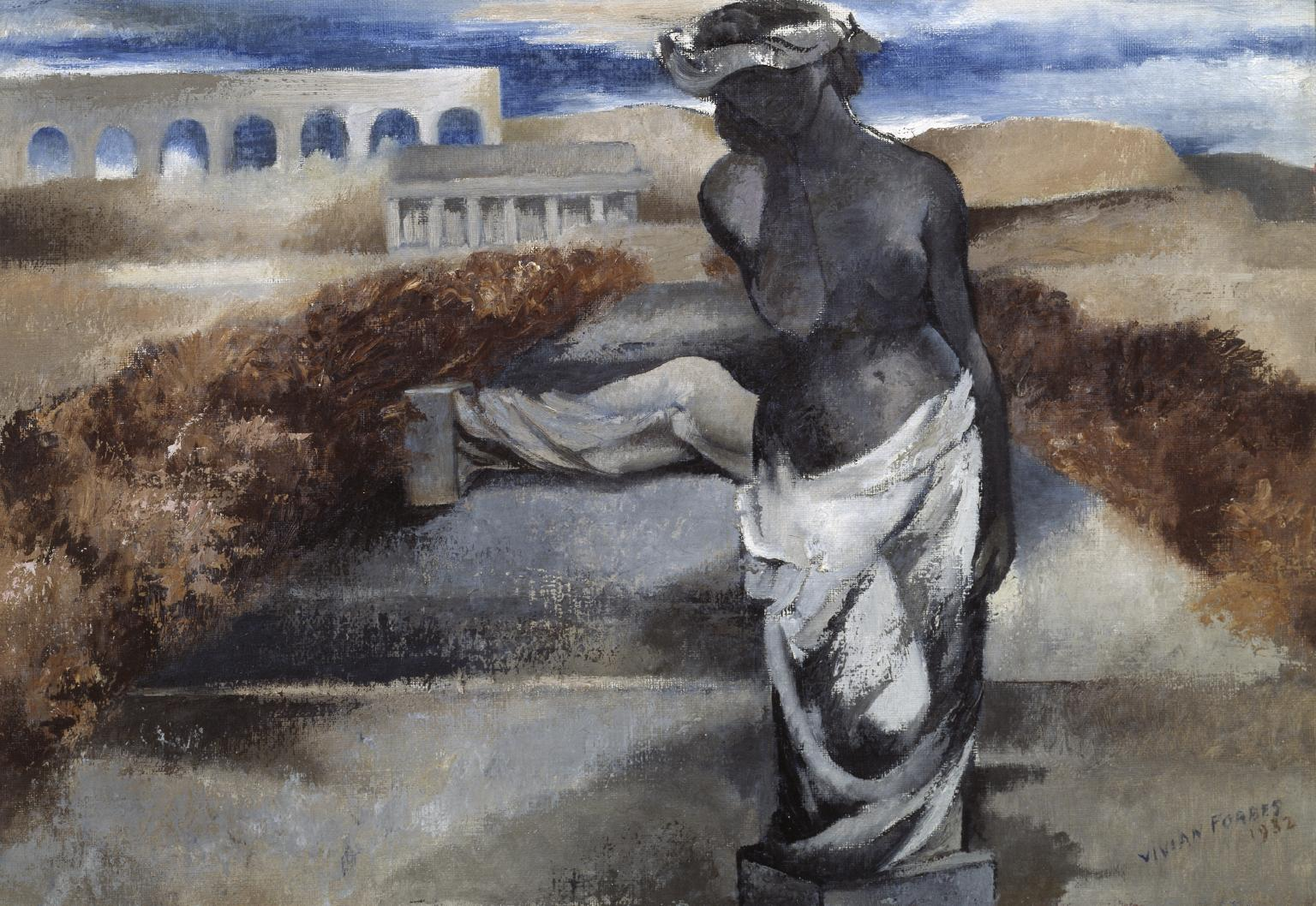
La statua caduta (1932)